# Jerzy Kolanowski
Jerzy Kolanowski (12 de octubre de 1964) es un deportista polaco que compitió en judo. Ganó una medalla de bronce en el Campeonato Europeo de Judo de 1986 en la categoría de –95 kg.

## Palmarés internacional
| Campeonato Europeo | Campeonato Europeo    | Campeonato Europeo | Campeonato Europeo |
| Año                | Lugar                 | Medalla            | Categoría          |
| ------------------ | --------------------- | ------------------ | ------------------ |
| 1986               | Belgrado (Yugoslavia) | Medalla de bronce  | –95 kg             |